# Thénouville
Thénouville  è un comune francese di nuova costituzione. È stato creato il 1º gennaio 2017 assorbendo i due comuni di Bosc-Renoult-en-Roumois e di Theillement, che ne sono divenuti comuni delegati.